# Murgleys
Murgleys (probabil Semnul morții) este sabia lui Ganelon, un personaj din opera franceză Cântecul lui Roland. Ganelon a fost un cavaler franc care a trădat armata lui Carol cel Mare și a dezertat în tabara musulmanilor, ducând la bătălia din pasul Roncevaux.